# 須田笙介
須田 笙介（すだ しょうすけ、　）は、日本の空手選手。大阪府出身。新極真会大阪北支部所属。血液型O型。
得意技は上段膝蹴り、前蹴り。新極真会空手全国大会王者。